# Sherman Hemsley
Sherman Alexander Hemsley (Philadelphia, Pennsylvania, 1 februari 1938 – El Paso, Texas, 24 juli 2012) was een Amerikaans acteur, die vooral bekend is geworden door zijn rol als George Jefferson in All in the Family en The Jeffersons. Van 1986 tot en met 1991 speelde hij dominee Ernest Frye in de sitcom Amen, die in Nederland werd uitgezonden onder de titel Niet te geloven.

## Levensloop
Hemsley werkte in een postkantoor, voordat hij de rol van George Jefferson kreeg in All in the Family. Hij speelde George Jefferson uiteindelijk in 4 verschillende televisieseries: The Jeffersons, E/R en The Fresh Prince of Bel-Air. Ook speelde hij Jefferson in de film Jane Austen's Mafia! uit 1998.
Trad ook veel op in commercials, verscheen in videoclips en speelde op Broadway.
Hij was ook nog zanger en scoorde met een single in 1989, “Ain’t that A Kick in the Head.” Hemsley was vrijgezel.
Op 24 juli 2012 overleed hij in te El Paso, Texas.

## Filmografie
- For the Love of a Dog (2008) - Mr. O'Donnell
- Hanging in Hedo (2007) - Henry Hunter
- Family Guy televisieserie - Sherman Hemsley (Voice-over, afl., The Father, the Son and the Holy Fonz, 2005)
- Mr. Ed (televisiefilm, 2004) - Mr. Ed (Voice-over)
- The Hughleys televisieserie - Mr. Williams (Afl., Body Double, Oh Thank Heaven for Seven-Eleven, 2000)
- Screwed (2000) - Chip Oswald
- Up, Up, and Away! (televisiefilm, 2000) - Edward/Steel Condor
- The Hughleys televisieserie - Mr. Williams (Afl., I Do, I Do, Again: Part 1 & 2, 1999)
- City Guys televisieserie - Slick Billy West (Afl., Face the Music, 1999)
- Jane Austen's Mafia! (1998) - George Jefferson (Niet op aftiteling)
- Sister, Sister televisieserie - Grandpa Campbell (Afl., Shoeless, 1998)
- Senseless (1998) - Smythe/ Bates Doorman
- Clip's Place (televisiefilm, 1998) - Rol onbekend
- Cousin Skeeter televisieserie - T-Bone Fingerbuster (Afl., The Ghost, 1998)
- Casper: Een geestig begin (televisiefilm, 1997) - Grocer
- Sprung (1997) - Brotha #1
- Sister, Sister televisieserie - Grandpa Campbell (Afl., Summer Bummer, 1996)
- Clueless televisieserie - Murray's Grandpa (Afl., Romeo and Cher, 1996)
- The Fresh Prince of Bel-Air televisieserie - George Jefferson (Afl., I, Done: Part 2, 1996)
- Minor Adjustments televisieserie - Dr. Engel (Afl., Baby Boomer Angst, 1996)
- Martin televisieserie - D.M.V. Clerk (Afl., D.M.V. Blues, 1996)
- Goode Behavior televisieserie - Willie Goode (Afl. onbekend, 1996-1997)
- The Fresh Prince of Bel-Air televisieserie - George Jefferson (Afl., Will Is from Mars..., 1995)
- In the House televisieserie - Buster (Afl., Christmas Story, 1995)
- Sister, Sister televisieserie - Grandpa Campbell (Afl., Grandpa Campbell, Christmas, 1995)
- The Magic Schoolbus televisieserie - Mr. Junkit (Voice-over, afl., Revving Up, 1995)
- The Wayans Bros. televisieserie - Mr. Stone (Afl., It's Shawn! It's Marlon! It's Superboys!, 1995)
- The Secret World of Alex Mack televisieserie - Professor Lake (Afl., Annie Bails, 1995)
- Family Matters televisieserie - Captain Savage (Afl., Midterm Crisis, An Unlikely Match, 1995)
- The Misery Brothers (1995) - Rev. Scheister
- Lois & Clark: The New Adventures of Superman televisieserie - Mr. Schott/ The Toyman (Afl., Season's Greedings, 1994)
- Family Matters televisieserie - Captain Savage (Afl., Par for the Course, 1994)
- Thunder in Paradise televisieserie - Rol onbekend (Afl., Distant Shout of Thunder, 1994)
- Burke's Law televisieserie - Judge Powell (Afl., Who Killed the Legal Eagle?, 1994)
- Home of Angels (1994) - Buzzard Bracken
- New Year's Rotten Eve (Video, 1994) - Rol onbekend
- Mr. Nanny (1993) - Burt Wilson
- Townsend Television televisieserie - Wizard of Oz (1993)
- Designing Women televisieserie - Mr. Toussant (Afl., Wedding Redux, 1993)
- Hangin' with Mr. Cooper televisieserie - Wallace Pitney (Afl., School's a Drag, 1992)
- The Fresh Prince of Bel-Air televisieserie - Judge Carl Robertson (Afl., Asses to Ashes, 1992)
- The Fresh Prince of Bel-Air televisieserie - Judge Carl Robertson (Afl., Here Comes the Judge, 1992)
- The Fresh Prince of Bel-Air televisieserie - Judge Carl Robertson (Afl., P.S. I Love You, 1992)
- Dinosaurs televisieserie - B.P. Richfield (Afl., The Mighty Megalosaurus, Endangered Species, Employee of the Month, 1991)
- Amen televisieserie - Deacon Ernest Frye (1986-1991)
- Camp Cucamonga (televisiefilm, 1990) - Herbert Himmel
- Club Fed (1990) - The Reverend
- 227 televisieserie - Thurmond Fox (Afl., The Big Deal, 1988)
- Ghost Fever (1987) - Buford/Jethro
- Combat High (televisiefilm, 1986) - Judge Daley
- Stewardess School (1986) - Mr. Buttersworth
- The New Twilight Zone televisieserie - Sam (Afl., Her Pilgrim Soul/I of Newton, 1985)
- Alice in Wonderland (televisiefilm, 1985) - Mouse
- The Jeffersons televisieserie - George Jefferson (1975-1985)
- E/R televisieserie - George Jefferson (Afl., Pilot: Part 1 & 2, 1984)
- The Love Boat televisieserie - Rol onbekend (Afl., Hits and Missus/Return of Annabelle/Just Plain Folks Medicine/Caught in the Act/The Real Thing/Do Not Disturb/Lulu & Kenny (Country Music Jamboree): Part 1 & 2, 1983)
- Fantasy Island televisieserie - Fred Simpson (Afl., The Kleptomaniac/Thank God, I'm a Country Girl, 1982)
- Fantasy Island televisieserie - Charlie Atkins (Afl., Mr. Nobody/La Liberatora, 1981)
- Purlie (televisiefilm, 1981) - Gitlow Judson
- The Big Show televisieserie - Rol onbekend (Episode 1.9, 1980)
- Love at First Bite (1979) - Reverend Mike
- The Incredible Hulk televisieserie - Robert (Afl., No Escape, 1979)
- The Love Boat televisieserie - Maurice Marshall (Afl., A Oh Dale/The Main Event/Tastful Affair, 1977)
- All in the Family televisieserie - George Jefferson (15 afl., 1973-1978)

- Biblioteca Nacional de España: XX1550043
- Bibliothèque nationale de France: cb14056284m (data)
- Gemeinsame Normdatei: 174000472
- International Standard Name Identifier: 0000 0000 7824 2393
- Library of Congress Control Number: n91012473
- MusicBrainz: 8f257076-e161-4bd1-9460-23d995d3c164
- Istituto Centrale per il Catalogo Unico: DDSV214630
- SNAC: w66x0754
- Système universitaire de documentation: 163261237
- Virtual International Authority File: 214489
- WorldCat: E39PBJgt9kbrx8qRyg7mFFgkDq